# Prince Faisal bin Fahd Stadium
Das Prince Faisal bin Fahd Stadium (arabisch ملعب الأمير فيصل بن فهد) (früher: Malab Reayat Al Shabab in Malaz  ملعب رعاية الشباب بالرياض) ist ein Fußballstadion mit Leichtathletikanlage im Stadtteil al-Malaz der saudi-arabischen Hauptstadt Riad. Die Sportstätte wurde 1971 eröffnet. Ende der 2010er Jahre wurde es renoviert und bietet 28.000 Plätze. Seit dem Sommer 2019 besitzt das Spielfeld, im Rahmen der Renovierung, einen Hybridrasen. Die Fußballvereine Al-Hilal, al-Nassr FC und Al-Shabab tragen hier ihre Heimspiele aus.
1988 fand hier die Eröffnungsfeier des Golfpokals statt. 1972 und 2014 war das Stadion auch Spielort des Turniers. Bis zur Fertigstellung des König-Fahd-Stadions 1988 war es das größte Stadt. Von den 1970er Jahren bis in das Jahr 1988 wurden die Endspiele im saudi-arabischen Pokalwettbewerb King Cup auf der Anlage ausgetragen. Durch den Meisterschaftsgewinn 2011 von Rekordmeister al-Hilal fanden einige Spiele der AFC Champions League 2012 im Prince Faisal bin Fahd Stadium statt. In der Saison 2011/12 der Saudi Professional League war es eines der ersten Stadien im Königreich mit einer elektronischen Ticketkontrolle.